# Digimon Rumble Arena
Digimon Rumble Arena (デジモンテイマーズ バトルエボリューション Dejimon Teimāzu Batoru Eboryūshon?, Digimon Tamers Battle Evolution) es un videojuego crossover perteneciente al género de lucha desarrollado y publicado por Bandai en asociación con Hudson Soft para la consola de videojuegos PlayStation. Fue lanzado en Japón el 6 de diciembre de 2001 y en América del Norte el 24 de febrero de 2002. Los jugadores pueden elegir entre un máximo de 24 Digimon (quince de los cuales necesitan ser desbloqueados) de entre los personajes de las épocas de las series de Digimon Adventure y Digimon Tamers, como Terriermon, Agumon, Gatomon, y Renamon. La Secuela del videojuego, Digimon Rumble Arena: 2, fue lanzado dos (tres en Japón) años después para la Nintendo GameCube, PlayStation 2 y Xbox.

## Personajes
Hay 24 personajes jugables en Digimon Rumble Arena, todos extraídos de las series animadas de Digimon Adventure y Digimon Tamers. 9 personajes están disponibles en el inicio del juego, mientras que los otros 15 requieren una contraseña o la realización de una tarea determinada de acceso, pero hay 6 personajes que pueden ser desbloqueados solo por algunos desafíos muy difíciles y sólo uno de ellos puede ser desbloqueado mediante un código, pero para activarlo primero hay que obtener a los otros 5 personajes ocultos.

### Personajes Principales
| Personajes | Tipo       | Voces Originales     | Doblaje Inglés         |
| ---------- | ---------- | -------------------- | ---------------------- |
| Agumon     | Fuego      | Chika Sakamoto       | Tom Fahn               |
| Gabumon    | Agua       | Mayumi Yamaguchi     | Kirk Thornton          |
| Patamon    | Naturaleza | Miwa Matsumoto       | Laura Summer           |
| Gatomon    | Agua       | Yuka Tokumitsu       | Mary Elizabeth McGlynn |
| Veemon     | Fuego      | Junko Noda           | Derek Stephen Prince   |
| Wormmon    | Naturaleza | Naozumi Takahashi    | Paul St. Peter         |
| Guilmon    | Fuego      | Masako Nozawa        | Steven Blum            |
| Renamon    | Naturaleza | Yuka Imai            | Mari Devon             |
| Terriermon | Naturaleza | Aoi Tada             | Mona Marshall          |
| Impmon     | Fuego      | Derek Stephen Prince | Paul St. Peter         |

### Otros Personajes
- WarGreymon - Tipo: Fuego.
- MetalGarurumon - Tipo: Agua.
- Seraphimon - Tipo: Naturaleza.
- Magnadramon - Tipo: Agua.
- Imperialdramon Fighter Mode - Tipo: Fuego.
- Stingmon - Tipo: Naturaleza.
- Gallantmon - Tipo: Fuego.
- Sakuyamon - Tipo: Naturaleza.
- MegaGargomon - Tipo: Naturaleza.
- Beelzemon Blast Mode -Tipo: Fuego.

### Personajes Ocultos
- Omnimon - Tipo: Fuego/hielo.
- Imperialdramon Paladin Mode - Tipo: Fuego/Naturaleza.
- BlackWarGreymon - Tipo: Fuego.
- Reapermon - Tipo: oscuridad.

## Recepción
Digimon Rumble Arena recibió críticas mixtas después de su lanzamiento, con unas puntuaciones en Metacritic de 64%.
El juego se vendió con éxito y se ha vuelto a publicar bajo el nombre de la lista 
Greatest Hits en 2003.

## Trivia
- Los Digimon que suelen llevar una capa, como Gallantmon y Omnimon, en este juego muy probablemente no se les puede evitar ciertos problemas de desaceleración y similares.
- Desde el momento de la publicación del juego, aún no se había completado el doblaje inglés de Digimon Tamers, los nombres de las técnicas de Gallantmon, Sakuyamon y MegaGargomon difieren de los de la serie de animación. Además, aunque el actor de la voz de Beelzemon es el mismo, la acentuación de la voz del personaje es muy diferente.
- En la versión original del juego, la música de fondo es toda tomada de las de las tres primeras series de Digimon, especialmente los diversos temas de apertura y las melodías relacionadas con digievoluciones.
- Aunque por defecto los niños elegidos como Kari Kamiya, y los personajes tradicionales Takaishi, Tai Kamiya y Matt Ishida se presentan en su versión del anime de Digimon Adventure 02, se pueden establecer en sus correspondientes versiones de Digimon Adventure pulsando simultáneamente los botones L1, L2, R1 y R2 en el menú Selección de los Digimon. Con el mismo método, también se puede ver a Ken Ichijouji en los zapatos del Digi-Emperador.